# Cor, Blimey!
Cor, Blimey! – brytyjski film biograficzny z 2000 roku w reżyserii i ze scenariuszem Terry'ego Johnsona, stanowiący ekranizację jego własnej sztuki teatralnej Cleo, Camping, Emmanuelle and Dick, wystawionej po raz pierwszy w 1998 w Królewskim Teatrze Narodowym w Londynie. W głównych rolach wystąpili aktorzy grający również w prapremierze sztuki. Podstawę fabuły sztuki i filmu stanowią autentyczne wydarzenia rozgrywające się za kulisami popularnej serii komedii filmowych Cała naprzód. 

## Opis fabuły
Główną oś fabularną filmu stanowi romans między dwiema gwiazdami Całej naprzód, Sidem Jamesem i młodszą od niego o 25 lat Barbarą Windsor. Sid i Barbara poznają się w 1964 w czasie postprodukcji filmu Szpiegu do dzieła, którym Windsor zadebiutowała w Całej naprzód. W kolejnych latach Sid coraz bardziej obsesyjnie pożąda Barbary, co jest o tyle niebezpieczne, iż była ona wówczas żoną znanego gangstera i cały czas towarzyszył jej mafijny ochroniarz. Sama Windsor przez większość czasu nie wierzy w uczciwość intencji znanego jako kobieciarz i uwodziciel Jamesa, jedynie na stosunkowo krótkie okresy ulegając jego czarowi. Akcja trwa aż do 1976 roku, kiedy to Sid umiera na scenie, zaś Barbara nie ma odwagi pójść na jego pogrzeb. 
W tle głównego wątku przewijają się inni aktorzy znani z Całej naprzód, wśród których najbardziej wyeksponowaną postacią jest Kenneth Williams. Film ukazuje dość smutny świat tych często bardzo sfrustrowanych ludzi, którzy milionom Brytyjczyków do dziś kojarzą się z beztroską rozrywką. 

## Obsada
- Geoffrey Hutchings jako Sid James
- Samantha Spiro jako Barbara Windsor
- Adam Godley jako Kenneth Williams
- Jacqueline Defferary jako Sally, garderobiana Sida
- Kenneth MacDonald jako Eddie, ochroniarz i kierowca Barbary
- David McAlister jako Gerald Thomas
- Hugh Walters jako Charles Hawtrey
- Steve Speirs jako Bernard Bresslaw
- Chrissie Cotterill jako Joan Sims
- Derek Howard jako Kenneth Connor

## Produkcja
Film został wyprodukowany na zlecenie telewizji ITV. Nie był pokazywany w kinach, lecz od razu na antenie ITV, gdzie po raz pierwszy wyświetlono go 24 kwietnia 2000 roku.
W scenie finałowej, stanowiącej dialog Barbary i Kennetha Williamsa prowadzony po śmierci Sida w jego przyczepie w Pinewood Studios, po kilku ujęciach Samanthę Spiro zastępuje autentyczna Barbara Windsor, która przez ostatnie kilka minut filmu odgrywa samą siebie. Windsor w pełni autoryzowała scenariusz filmu i była specjalną konsultantką przy jego produkcji.